# Gnoma atomaria
Gnoma atomaria är en skalbaggsart som beskrevs av Guérin-Méneville 1834. Gnoma atomaria ingår i släktet Gnoma och familjen långhorningar. Inga underarter finns listade i Catalogue of Life.